# Lara Vieceli
Lara Vieceli (Feltre, 16 juli 1993) is een Italiaanse voormalig wielrenster. Ze reed diverse jaren voor Italiaanse ploegen als S.C. Michela Fanini Rox, Inpa-Bianchi en Astana; van 2019 tot 2022 kwam ze uit voor de Duitse wielerploeg Ceratizit-WNT en in 2023 sloot ze haar carrière af bij Israel Premier Tech Roland.

## Palmares
2016
Proloog Ronde van Bretagne
Bergklassement Ronde van Toscane

#### Resultaten in voornaamste wedstrijden
| Jaar | Gent-Wevelgem | Ronde van Vlaanderen | Parijs-Roubaix | Amstel Gold Race | Luik-Bast.‑Luik | Trofeo Alfredo Binda | Waalse Pijl | Ronde van Emilia |
| ---- | ------------- | -------------------- | -------------- | ---------------- | --------------- | -------------------- | ----------- | ---------------- |
| 2012 |               |                      |                |                  |                 | opgave               |             |                  |
| 2013 |               | buit.tijd            |                |                  |                 |                      |             |                  |
| 2014 |               | 74e                  |                |                  |                 | opgave               |             | 14e              |
| 2015 |               |                      |                |                  |                 | 27e                  |             | 27e              |
| 2016 |               | opgave               |                |                  |                 | 36e                  | 24e         |                  |
| 2017 | opgave        | 54e                  |                | opgave           | 50e             | 21e                  | 25e         |                  |
| 2018 | 48e           | 39e                  |                | 28e              | 25e             | 66e                  | 17e         | 21e              |
| 2019 | 63e           | 57e                  |                |                  | opgave          | opgave               | 47e         | 60e              |
| 2020 | 90e           |                      |                |                  | 51e             |                      | 73e         | 90e              |
| 2021 |               |                      |                | 65e              | 50e             | opgave               | 63e         |                  |
| 2022 | 63e           |                      | buit.tijd      | 87e              |                 | opgave               |             | 39e              |
| 2023 |               |                      |                |                  |                 |                      |             |                  |

## Ploegen
- 2013 –  S.C. Michela Fanini Rox
- 2014 –  S.C. Michela Fanini Rox
- 2015 –  S.C. Michela Fanini Rox
- 2016 –  Inpa-Bianchi
- 2017 –  Astana Women's Team
- 2018 –  Astana Women's Team
- 2019 –  WNT-Rotor
- 2020 –  Ceratizit-WNT
- 2021 –  Ceratizit-WNT
- 2022 –  Ceratizit-WNT
- 2023 –  Israel Premier Tech Roland

Asencio · Badegruber · Brauße (vanaf 1/7) · Brennauer · Ensing · Hammes · Koppenburg · Koster · Magnaldi · Pilote-Fortin · Rijkes · Santesteban · Soet · Teutenberg · Vieceli · Wild
Asencio · Brauße · Brennauer · Confalonieri · Hammes · Koster · Leth · Magnaldi · Rijkes · Santesteban · Soet · Teutenberg · Vieceli · Wild
Asencio · Banks · Brauße · Brennauer · Confalonieri · Hammes · Henttala · Lach · Leth · Magnaldi · Rijkes · Teutenberg · Vieceli · Wild
Alessio · Alonso · Archibald · Asencio · Brauße · Brennauer(tot 21/8) · Confalonieri · Ebere · Fidanza · Lach · Nilsson · Salazar · Schweinberger · Seidel · Teutenberg · Vieceli
Baur · Buch  · Coles-Lyster (vanaf 4/5) · Collinelli · Delbaere · Dronova-Balabolina · Eklund · Griffin · Hartmann (vanaf 1/6) · Kiesenhofer (vanaf 31/1) · 
Magri · Nguyễn · Pirrone · Sharpe (vanaf 1/6) · Stannard (vanaf15/4) · Steels · Vieceli